# 卡梅·皮格姆
卡梅·皮格姆·巴塞罗（西班牙語：Carme Pigem Barceló，1962年4月8日—）是一位西班牙建筑师。

## 生平
与拉斐尔·阿兰达和罗蒙·比拉尔塔创办普利兹克建筑奖建筑事务所RCR建筑。